# Saint-Brice (Manche)
Saint-Brice ist eine auf 80 Metern über Meereshöhe gelegene französische Gemeinde im Département Manche in der Normandie. Die  gehört zum Arrondissement Avranches und zum Kanton Isigny-le-Buat. Nachbargemeinden sind Tirepied-sur-Sée im Norden und Osten, La Godefroy im Süden und Saint-Senier-sous-Avranches im Westen.

## Bevölkerungsentwicklung
| Jahr      | 1962 | 1968 | 1975 | 1982 | 1990 | 1999 | 2008 | 2018 |
| --------- | ---- | ---- | ---- | ---- | ---- | ---- | ---- | ---- |
| Einwohner | 109  | 87   | 85   | 91   | 96   | 115  | 130  | 129  |

## Sehenswürdigkeiten

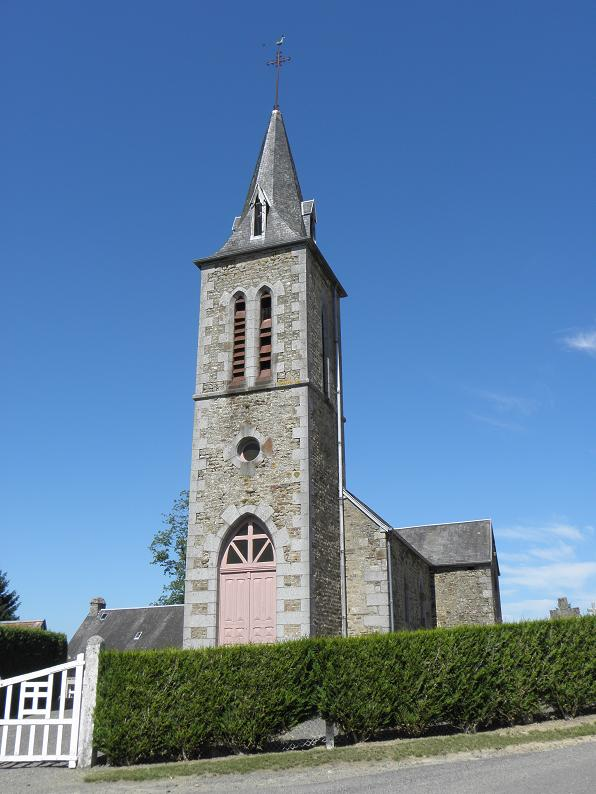
Kirche Saint-Brice
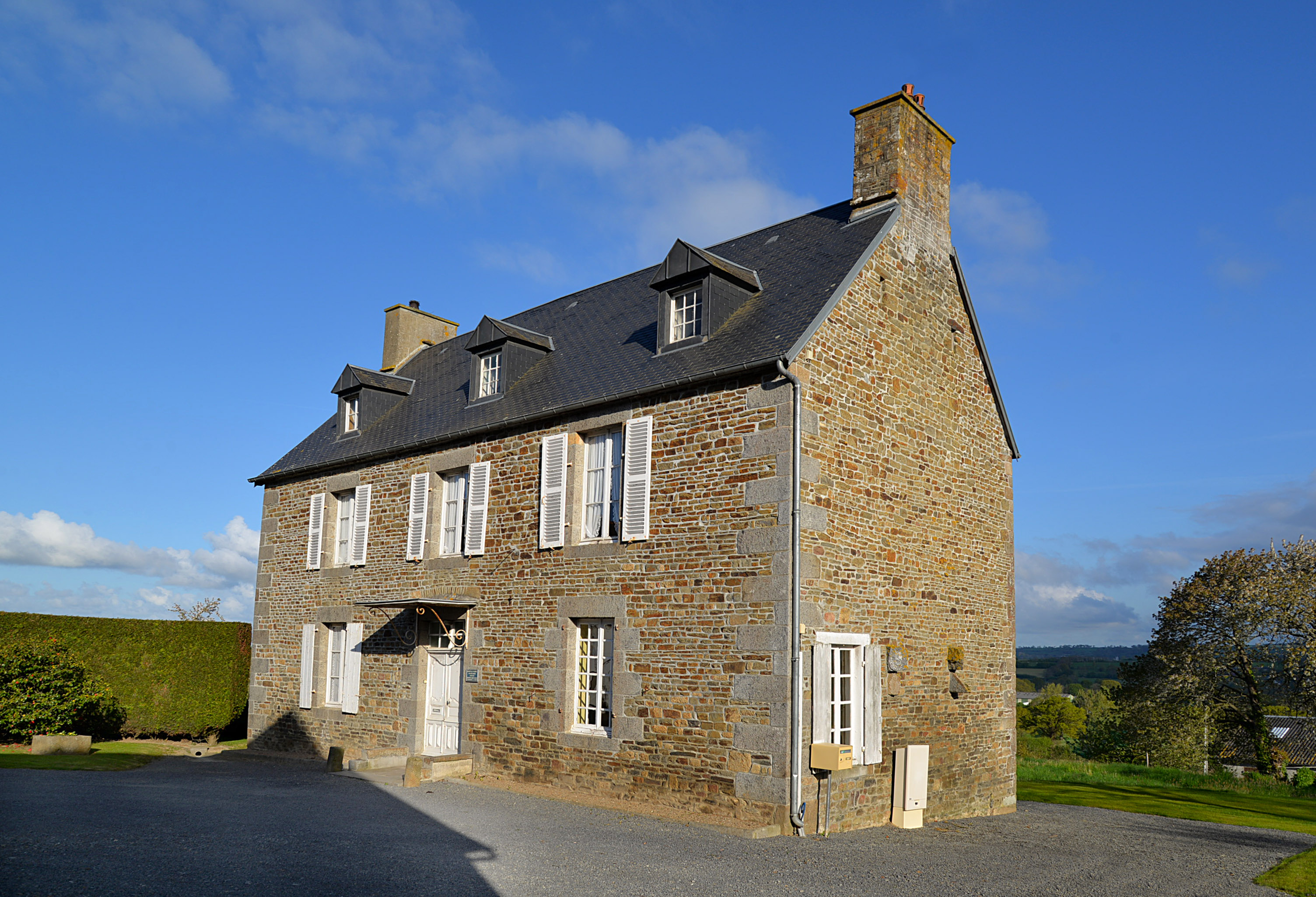
Mairie von Saint-Brice

- Kirche Saint-Brice
- Mairie von Saint-Brice